# Missy Elliott
Missy Elliott, właściwie Melissa Arnette Elliott (ur. 1 lipca 1971 w Portsmouth) – amerykańska raperka i producentka, laureatka MTV Video Vanguard Award w 2019.
Współpracowała głównie z kobietami, m.in. z Christiną Aguilerą, Monicą, Destiny’s Child, Whitney Houston, Aaliyah, Mariah Carey, Fantasią, Madonną, Nelly Furtado, Ciarą, Lil’ Kim, Keyshią Cole, Triną, Janet Jackson, Lil’ Mo, Tamią, Mary J. Blige czy Little Mix.
W 2023 wprowadzona do Rock and Roll Hall of Fame.

## Lady Marmalade
W 2001 roku wraz z Christiną Aguilerą, Lil’ Kim, Myą i P!nk nagrały cover singla Patti Labelle – Lady Marmalade, na soundtrack do filmu Moulin Rouge!. Utwór okazał się hitem. W 2001 roku singiel zdobył nagrody na MTV Video Music Awards, były to: MTV Video Music Award – teledysk roku oraz MTV Video Music Award for Best Video from a Film. Pod koniec października 2007 r. była gościem specjalnym w telewizyjnej gali stacji VH1 – Hip Hop Honors 2007.

## Dyskografia

### Albumy
- 1997 – Supa Dupa Fly
- 1999 – Da Real World
- 2001 – Miss E... So Addictive
- 2002 – Under Construction
- 2003 – This Is Not a Test!
- 2005 – The Cookbook

### Minialbumy
- 2019 – Iconology

### Kompilacje
- 2005 – Recipe of Hits
- 2006 – Respect M.E
- 2013 – Original Album Series

### Trasy koncertowe
- 1998 – Lilith Fair
- 2004 – Verizon Ladies First Tour (z Beyoncé & Alicia Keys)

### DVD
- 2001 – Hits of Miss E… The Videos Vol.1
- 2005 – Recipe of Hits: Music Video Anthology

### Single
- 1997 – „Tha Rain”
- 1998 – „Beep Me 911” (featuring 702)
- 1999 – „Hit 'Em With da Hee” (featuring Lil’ Kim)
- 1999 – „She’s a Bitch”
- 1999 – „All N My Grill”
- 2000 – „Hot Boyz”
- 2001 – „Get Ur Freak On”
- 2001 – „Get Ur Freak On” (Remix)
- 2001 – „Lick Shots”
- 2001 – „One Minute Man” (featuring Timbaland & Ludacris)
- 2001 – „Take Away” (featuring Ginuwine)
- 2001 – „4 My People” (featuring Eve)
- 2003 – „Work It”
- 2003 – „Gossip Folks” (featuring Ludacris)
- 2003 – „Back In The Day”
- 2003 – „Pussycat”
- 2004 – „Pass That Dutch”
- 2004 – „Car Wash” (featuring Christina Aguilera)
- 2005 – „I’m Really Hot”
- 2005 – „Lose Control” (featuring Ciara & Fatman Scoop)
- 2005 – „Teary Eyed”
- 2006 – „We Run This”
- 2008 – „Bad Girl” (featuring Danity Kane)
- 2008 – „Ching-A-Ling”
- 2008 – „Shake Your Pom Pom”
- 2008 – „Red Light” (featuring T-Pain & D.Black)
- 2008 – „Whatcha Think About That” (featuring Pussycat Dolls)
- 2008 – „She's fine” (featuring Sean Paul & DJ Khaled & Busta Rhymes)
- 2009 – Ciara „Work”
- 2009 – Queen Latifah „Fast Car”
- 2009 – „Put It On You” (feat. Pharrell & Teyana Taylor)
- 2015 – „WTF (Where They From)” feat. Pharrell
- 2017 – „I’m Better” (feat. Lamb)
- 2019 – – „DripDemeanor” (feat. Sum1)

## Filmografia
- 2001 – Pootie Tang jako Diva
- 2003 – Honey jako ona sama
- 2004 – Fade to Black jako ona sama
- 2005 – Just for Kicks jako ona sama